# Точка самоприкосновения
В классической геометрии точка самосоприкосновения (англ. tacnode) или двойной касп — вид особой точки. Определяется как точка, где две (или более)  соприкасающиеся кривой окружности в этой точке касаются. Это означает, что две ветви кривой имеют одну и ту же касательную в двойной точке.
Каноническим примером служит кривая
{\displaystyle (y-x^{2})(y+x^{2})=0.}
Другой пример точки самоприкосновения — кривая, показанная на рисунке и имеющая уравнение
{\displaystyle (x^{2}+y^{2}-3x)^{2}-4x^{2}(2-x)=0.}

## Некоторые обобщения
Рассмотрим гладкую, принимающую вещественные значения функцию двух переменных, скажем, f(x, y), где x и y — вещественные числа. Таким образом, f отображает плоскость в прямую. На пространство всех таких гладких функций действует группа диффеоморфизмов плоскости и диффеоморфизмов прямой, то есть диффеоморфизмы меняют координаты как в области определения, так и в области значений. Это действие разбивает всё пространство функций на классы эквивалентности, то есть орбиты действия группы.
Одно такое семейство классов эквивалентности обозначается Ak±, где k — неотрицательное целое. Обозначение ввёл В. И. Арнольд.
Говорят, что функция f имеет особенность типа Ak±, если она лежит на орбите x2 ± yk+1, то есть существует диффеоморфическое преобразование координат в области определения и в области значений, которое переводит f в одну из этих форм. Говорят, что эти простые формы x2 ± yk+1 задают нормальные формы для особенностей типа Ak±.
Кривая с уравнением f = 0 будет иметь в начале координат точку самоприкосновения тогда и только тогда, когда f имеет особенность типа A3− в начале координат.
Заметим, что точка самопересечения кривой (x2 − y2 = 0) соответствует A1−-особенности. Точка самоприкосновения соответствует A3−-особенности. Фактически, любая особенность типа A2n+1−, где n ≥ 0 — целое число, соответствует кривой с самопересечением. С увеличением порядок самопересечения увеличивается — поперечное пересечение, простое касание, и так далее.
Особенности типа A2n+1+ для действительных чисел не представляют интереса — все они соответствуют изолированным точкам. В комплексных числах особенности A2n+1+ и A2n+1− эквивалентны — (x,y) → (x, iy) даёт требуемый диффеоморфизм нормальных форм.